# Torpa distrikt, Östergötland
Torpa distrikt är ett distrikt i Ydre kommun och Östergötlands län. 
Distriktet ligger i norra delen av kommunen. 

## Tidigare administrativ tillhörighet
Distriktet inrättades 2016 och utgörs av socknen Torpa i Ydre kommun.
Området motsvarar den omfattning Torpa församling hade vid årsskiftet 1999/2000.